# 樊執敬
樊执敬（？—1352年），字时中，号独航，元朝济宁郓城（今山东郓城县）人。
樊执敬由国子生升任为授经郎。见到藏传佛教萨迦派的帝师不肯下拜，说自己是孔氏之徒，不拜异教。至正二年（1342年）官至侍御史。至正七年（1347年）为山南道廉访使，不久改任湖北道。至正十年（1350年），任江浙行省参知政事。至正十二年（1352年），在平江路监督海运，海盗来袭，他率部众退守昆山。海盗攻打馀杭，杭州被攻破，樊执敬中枪战死。追封鲁国公，谥忠烈。